# Белл (острів)
Белл — острів архіпелагу Земля Франца-Йосипа, Приморський район Архангельської області Росії.
За формою острів нагадує підкову, в центрі якої розташована бухта Нільсена.
Острів добре видно здалеку, за рахунок центральної, схожою на дзвін, скелі. Саме тому першовідкривач острова, Бенджамін Лі Сміт, назвав його Белл (англ. Bell— дзвоник).
Складений пісковиками і галечниками. Єдина гора розташована на південно-сході острова, її висота 343 метри. Також є височина в 21 метр на півночі острова. Біля її підніжжя розташоване невелике озеро, на північному березі якого розташований будинок Ейри, названий в пам'ять про яхту британського дослідника Бенджаміна Лі Сміта — «Ейра», розчавленої кригою біля мису Флора 21 серпня 1881 року. Члени екіпажу побудували його з уламків яхти.
Острів омивається Баренцовим морем. Глибини біля узбережжя досягають 50 метрів.
Зі сходу острів відділений від Мейбела протокою Ейри. З північно-заходу відділений протокою Найтінгейл від острова Земля Георга.

## Топографічні карти
- Аркуш карти U-39-XXXI,XXXII,XXXIII Земля Георга. Масштаб: 1 : 200 000. Видання 1965 р. (рос.)
- Аркуш карти T-39-I,II,III. Масштаб: 1 : 200 000. Стан місцевості на 1957 р. (рос.)

## Фотографії
- Вид на острів з півночі [Архівовано 7 червня 2014 у Wayback Machine.] — Yuko-Travel.Ru
- Будинок Ейри [Архівовано 6 червня 2014 у Wayback Machine.] — Yuko-Travel.Ru
- Вид с острова Белл через пролив Эйры на остров Мейбел. Архів оригіналу за 12 грудня 2009. — www.panoramio.com